# Garra notata
Garra notata är en fiskart som först beskrevs av Blyth, 1860.  Garra notata ingår i släktet Garra och familjen karpfiskar. IUCN kategoriserar arten globalt som livskraftig. Inga underarter finns listade i Catalogue of Life.